# Antrocephalus nigriscapus
Antrocephalus nigriscapus är en stekelart som först beskrevs av Girault 1914.  Antrocephalus nigriscapus ingår i släktet Antrocephalus och familjen bredlårsteklar. Inga underarter finns listade i Catalogue of Life.